# Fitoncidok
A fitoncidok antimikrobiális szerves vegyületek, melyeket növények termelnek. A szót 1937-ben alkotta Dr. Boris P. Tokin, orosz biokémikus a Leningrádi Egyetemen. Megfigyelte, hogy egyes növények olyan anyagokat termelnek, amelyek gátolják a mikroorganizmusok által okozott rothadást és erjedést, valamint azt, hogy megegyék őket az állatok. Számos növény termel fitoncidokat, köztük a fűszerek, hagyma, fokhagyma, tölgy, fenyők stb. A fokhagyma allicint és diallil-diszulfidot tartalmaz; a fenyő α-pinént, karént, mircént és más terpéneket. Több mint 5000 féle illóolaj védi a növényeket a baktériumoktól, gombáktól és rovaroktól. A fitoncidek meggátolják a mikrobák szaporodását, vagy megölik őket.
Az orosz, ukrán, kínai és japán orvoslásban gyakran használják őket, ezen kívül a természetgyógyászatban, a konyhatechnikában, az aromaterápiában és az állatorvoslásban is használatosak. 
A növények fitoncid képességét egy ukrán tudós: B.P. TOKIN állapította meg 1928-29-ben. Fitoncid képesség alatt a növényeknek azt a fajta védekező mechanizmusát értette, amellyel gombák, más növények, rovarok és egyéb mikroorganizmusok ellen képesek védekezni. A fitoncid anyagok lehetnek kémiailag alkoholok, aldehidek, glukozidok, szerves savak és cserző anyagok. A növényekben általában illó vegyületek formájában vannak jelen, ezért a légzéssel, esetleg a sejtek sérülése miatt a levegőbe kerülve fejtik ki a védőhatást. Néhány fitoncid nem illó vegyület formájában a sejtnedvekben található és nyomás, vagy sérülés hatására jut ki a növény felszínére és környezetébe.

## Fordítás
- Ez a szócikk részben vagy egészben a Phytoncide című angol Wikipédia-szócikk fordításán alapul.  Az eredeti cikk szerkesztőit annak laptörténete sorolja fel. Ez a jelzés csupán a megfogalmazás eredetét és a szerzői jogokat jelzi, nem szolgál a cikkben szereplő információk forrásmegjelöléseként.